# Tefrita

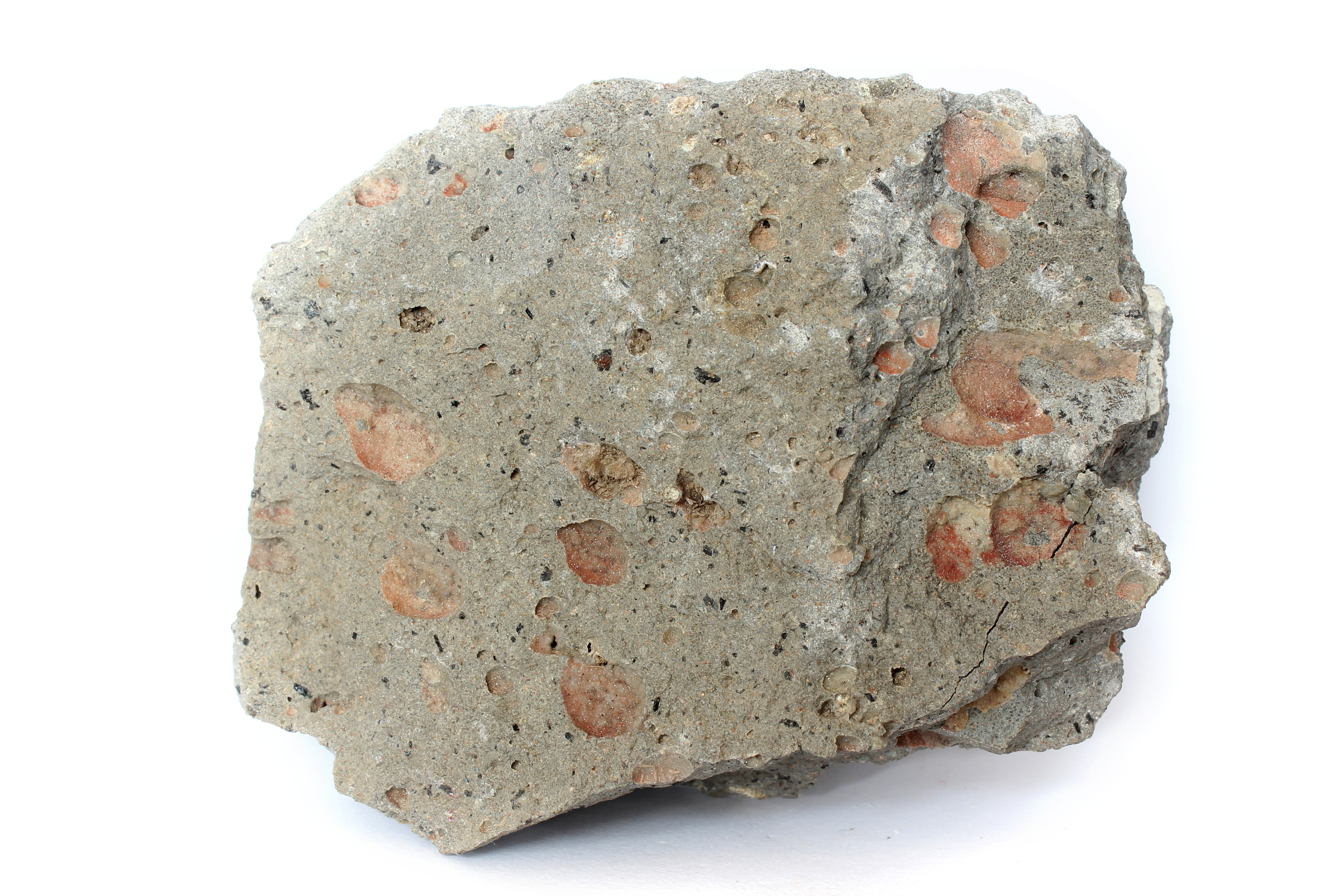
Tefrita encontrada en Dobranka u Dobrné, República Checa.

La tefrita es una roca ígnea volcánica de color gris oscuro compuesta de titanoaugita (variedad de clinopiroxeno), feldespatoides y plagioclasa rica en calcio, generalmente labradorita o bitownita.
Una roca similar pero con olivino se llama basanita y existen rocas intermedias entre esta y la tefrita. Comúnmente los feldespatoides presentes en la basanita son la nefelina y la leucita.